# Uræmi
 Denne artikel bør gennemlæses af en person med fagkendskab for at sikre den faglige korrekthed.

Uræmi, også kaldet urinforgiftning,  er en klinisk tilstand, som forekommer ved nyrefejl dvs. når nyrerne har stærkt nedsat funktionsevne. Uræmi omfatter symptomer som anoreksi, kvalme, opkastninger, muskelsvaghed, træthed, kløe, blødninger, kramper og bevidsthedssløring. Årsagen til symptomerne er at urinstof (urea) og andre kvælstofholdige nedbrydningsprodukter ophobes i kroppen.